# Bourgeauville
Bourgeauville – miejscowość i gmina we Francji, w regionie Normandia, w departamencie Calvados.
Według danych na rok 1990 gminę zamieszkiwały 144 osoby, a gęstość zaludnienia wynosiła 23 osoby/km² (wśród 1815 gmin Dolnej Normandii Bourgeauville plasuje się na 742. miejscu pod względem liczby ludności, natomiast pod względem powierzchni na miejscu 782.).